# الأمومة في إسبانيا الفرانكوية
كانت الأمومة في إسبانيا الفرانكوية هي التعريف الوحيد للمرأة. إذ كانت مهمة بالنسبة للدولة لأن مفهوم تحسين النسل الهسباني كان يعد أجسام النساء ملكًا للدولة. دعت الحاجة لإعادة بناء إسبانيا من خلال خلق نسل من الناس يتماشى مع الأخلاق الكاثوليكية السائدة في تلك الفترة. ثم سن النظام قوانين عديدة لفرض رؤيته للأمومة. التي لم تبدأ بالتراخي حتى أواخر الخمسينيات، وقد واجهت تغييرات جذرية في فترة ما بعد فرانكو.
تمحورت حياة النساء اليومية حول المنزل، إذ كانت مقيدة قانونًا إلى حد كبير. ما جعل العديد من النساء معزولات اجتماعيًا، خاصةً إذا أجبرن على الهجرة الداخلية نتيجة لأسباب اقتصادية. حتى أواخر الستينيات على الأقل كانت الحياة المنزلية صعبة، فقد كانت معظم الأسر تفتقر إلى الثلاجات وأجهزة التلفاز والسيارات. فكانت وفاة فرانكو هي الحل الوحيد لجعل النساء يتحررن من القيد المنزلي.
كان الإجهاض ووسائل منع الحمل أمورًا غير قانونية. ما يعني أن قلة من النساء استطعن السيطرة بشكل كامل على أنظمتهن التناسلية، وغالبًا ما كانت تحدث حالات الحمل غير مرغوب بها. حتى أن النساء اللواتي لم ترغبن في خوض تجربة الأمومة أو خضعن للإجهاض، انتهى الأمر بهن في السجن، وقد استمرت هذه السياسة إلى نهاية الفترة الانتقالية الديمقراطية تقريبًا.
كثير من السجينات كن أمهات، وسمح لمعظمهن برعاية أطفالهن حتى سن الثالثة، قبل أن تنتقل رعايتهم إلى الدولة، حيث لقن الأطفال أيديولوجياتها. اختطفت الدولة الكثير من أطفال السجينات الحوامل، وغُيرت أسماء هؤلاء الأطفال، ووضعوا في منازل أشخاص موالين للنظام.
حظيت الأمهات في المنفى بدعم من اتحاد النساء الإسبانيات. لكن النسويات لم يعالجن المسألة الأساسية وهي نظرة النظام للنساء على أنهن أمهات فقط أثناء الفترة الفرانكوية. ولم يبدأ تحدي هذا المفهوم إلا بعد وفاة فرانكو في عام 1975.

## تعريف النظام والدعم الفكري والقانوني
كان من بين رواد تحسين النسل أطباء من أمثال أنطونيو فاليخو ناخيرا وغريغوريو مارانيون. وقد نُشر «قبل أن تتزوج» «Antes que te» من قبل ناخيرا في عام 1946، مع جزء واحد يقول: «الانحلال العرقي هو نتيجة لأشياء كثيرة ولكن الأهم هو التعاسة الزوجية في أكثر المنازل ازدهارًا وسعادة... مبادئ تحسين النسل قد تجنبنا الذرية المريضة... من المستحيل إعداد عرق قوي دون تحضير الشباب للزواج بشكل مناسب، من خلال التعاليم الشفوية الكاثوليكية. هذا العمل الصغير هو مساهمة بسيطة في تمجيد الوطن». أما مارانيون فقد كتب في «الأمومة والنسوية» عام 1921، الذي أعيد نشره بطبعة ثانية في عام 1951، «إن الفرق بين الجنسين لا يمكن التغلب عليه. ويتجلى هذا الاختلاف من السطح التشريحي لكل رجل وامرأة، ويتعمق إلى أحلك جذور الحياة، إلى منزل الخلايا».
كان يُنظر إلى النساء في إسبانيا الفرانكوية  في الفترة التي تلت الحرب مباشرة على أنهن ضروريات لإعادة بناء البلاد، هذه النظرة لخصت المرأة بجسدها. فإسبانيا الفرانكوية أمنت بوجوب أن تصبح كل امرأة أمًا، بهدف التكاثر لدعم احتياجات الدولة. وتوجب على النساء تسليم أنفسهن لهذه المهمة جسديًا وروحيًا. بموجب مرسوم صدر في 28 ديسمبر 1939 أصبح قسم النساء في فلانغي مسؤولاً عن إعداد النساء لدورهن في الدولة الإسبانية كأمهات وربات بيوت. 
أصبحت الأمومة الوظيفة الاجتماعية الأساسية للمرأة في إسبانيا الفرانكوية. لكن بينما لعبت الأمومة هذا الدور المجتمعي الحاسم، كان النظام يريد أن ينحصر هذا بين من يشاركونه نفس الأيديولوجيا. فغالباً ما كان الأطفال يُبعدون عن أمهاتهم في حال كان لهن ميول يسارية أو جمهورية، وذلك بهدف منعهن من تشارك أفكارهن مع الأطفال.
نُقل عن الدكتور لوكي في مجلة إس إف، واي عام 1938 قوله: «في الدولة يجب أن تكون المرأة/الأم هي المواطن الأكثر أهمية. هذه هي الكلمات التي قالها هتلر في برنامجه الأساسي. لأننا نعلم أنه محق تمامًا، ولأننا ندرك أهمية الحصول على أكبر عدد ممكن من الأطفال الأصحاء من الأمهات الأصحاء بقدر ما نستطيع لبلدنا في هذه اللحظة، علينا أن نجعل هذه المقولة حقيقة، ليس فقط بالكلمات بل بالعمل».
أقامت الدولة معركة بين النساء، من خلال تشجيع النساء على تعريف أنفسهن بأنهن أمهات وطنيات دولة، أو على أنهن بغايا معارضات للدولة. في توجيه البابا بيوس الثاني عشر لعام 1951 بشأن الزواج المسيحي، قال: «وفقًا لإرادة الخالق، الزواج هو مؤسسة طبيعية، وهو ليس بمثابة النهاية الشخصية والحميمة للكمال الشخصي للزوجين. ولكن الإنجاب وتربية حياة جديدة... وأحد المطالب الأساسية للنظام الأخلاقي الحقيقي هو القبول الصادق لوظيفة الأمومة وواجباتها». في حالة إسبانيا، كانت وجهة نظر نظام فرانكو الحتمية هي أن الأمومة يجب أن تحدث فقط في سياق الزواج.
وافق النظام على كتيبات إرشادية للنساء خلال الخمسينيات والستينيات تتبع أسلوب كتيبات سلوك الباروك الإسبانية. وشملت الموضوعات في هذه الأعمال سوق الزواج في إسبانيا، وكيفية التنقل فيه بين السياقات الدينية والسياسية والجنسية. في فترة لاحقة سلطوا الضوء على تزايد النزاعات بين الجنسين في الأسرة.
الأمهات العازبات نُبذن اجتماعيًا وقانونيًا من قبل الدولة، ذلك لأن الدولة نظرت إلى الأمهات العازبات كنساء جلبن العار لأنفسهن من خلال ممارسة الجنس خارج إطار الزواج.
لم تبدأ الإصلاحات القانونية الهادفة بالنسبة للنساء في القانون المدني حتى أواخر الخمسينيات وأوائل الستينيات. كانت هذه التغييرات نتيجة لضغط النساء لجعل القانون أكثر انسجامًا مع التحولات الثقافية في الأراء. حدث أحد هذه التعديلات في أعقاب مقال نشرته صحيفة «مرسيدس فورميكا» حول رجل طعن زوجته حتى الموت. أعطى التعديل في القانون المدني لعام 1889 حماية أكبر للمرأة المتزوجة. ورأت تغييرات أخرى في القانون أن المنزل يعاد تعريفه على أنه مجال أقل للزوج ولكنه مجال عائلي. يحق للنساء المتزوجات الحصول على نصف الممتلكات المشتركة للزوجين، ويطلب من الأزواج الحصول على إذن زوجاتهم قبل بيع النصف الخاص بالنساء. وحين تتزوج امرأة أرملة لديها أطفال، سُمح لها الآن بالحفاظ على حضانة أطفالها في الزواج الجديد. ألغي قانون انتقام الدم في عام 1963، فلم يعد للأزواج والآباء الحق في قتل الزوجات أو البنات اللائي قُبض عليهن يمارسن الجنس. الإصلاح في عام 1970 قدم للنساء حق منع الرجال من عرض أطفالهن للتبني دون موافقتهن. وتغير القانون في عام 1972 لمنح النساء مزيدًا من التحرر من سيطرة آبائهن. وسمح للنساء من سن 22 عامًا فما فوق بمغادرة المنزل العائلي دون موافقة الوالدين. آخر إصلاح قانوني رئيسي حدث في مايو عام 1975، حين جُرد الرجال من وضعهم التلقائي كأرباب للأسرة، إذ لم تعد النساء ملزمات بموجب القانون بطاعتهن أو لم تعدن مجبرات على الحصول على جنسية أزواجهن.
بعد وفاة فرانكو، خضعت إسبانيا لتغيير هائل بلغ ذروته في دستور عام 1978. إذ أعادت هذه الوثيقة إسبانيا إلى بلد يضمن حقوق متساوية كاملة للمرأة بموجب القانون. وشهدت الإصلاحات في فترة ما بعد فرانكو خسارة الكنيسة الكاثوليكية لوضعها الرسمي في الحكومة، وانتقل سن الرشد القانوني من 21 إلى 18، وتساوى الرجال والنساء بالنسبة للزواج. وبعد عدة سنوات في يوليو 1981 أصبح الطلاق قانونيًا مرة أخرى مع 260,000 انفصال قانوني و195,000 حالة طلاق حدثت بين عامي 1981 و1990.

## الحياة اليومية
قانون «فريرو ديل تراباخو» أو قانون اختصاص مكان العمل لعام 1938 فرض على المرأة دور ربة البيت، وذلك بمنعها من المشاركة في القوى العاملة بعد الزواج، من أجل «تحرير النساء المتزوجات من الورش والمصانع». من 1939 إلى 1946 كان هناك بدل شهري قدره 30 بيزيتا للعائلات التي لديها طفلان. وقد ازداد هذا البدل كلما زاد عدد الأطفال في الأسرة. 
وجدت المهاجرات من الإسبانيات أن الحياة في إسبانيا كانت صعبة خلال الأربعينيات والخمسينيات والستينيات من القرن الماضي، إذ أجبرتهم السياسة الفرانكوية على البقاء في المنزل. على عكس أزواجهن الذين استطاعوا تطوير علاقات اجتماعية جديدة من خلال العمل الخارجي، وقد عزلت النساء المهاجرات بعد تركهن وراء شبكات الدعم الاجتماعي السابقة. في الريف الباسكي بقيت نساء الباسك والنساء الإسبانيات معزولات اجتماعيًا حتى السبعينيات، إذ بدأت النساء الأصغر سنًا في شق طريقهن داخل الثقافة السائدة. وشمل ذلك الذهاب إلى الحانات والمطاعم.
في الأربعينيات من القرن الماضي، مُنعت النساء من عدد من المهن. مثل مهنة القاضي والديبلوماسي وكاتب العدل وموظف جمارك ووسيط البورصة وطبيب السجن. هذا لأن الوظيفة الأساسية للمرأة حددت بكونها ربة منزل. كانت الحياة المنزلية في إسبانيا في عام 1960 مختلفة عن اليوم. 4% فقط من الأسر لديها ثلاجات، في حين أن 1% لديها أجهزة تلفاز و 4% لديهم سيارات. تمثل وفاة فرانكو في عام 1975 بالنسبة للنساء بداية تحول مزدوج، إذ رأوا فجأة القوة السياسية والثقافية كمجموعة شهدت تغييرات هائلة في حياتهم اليومية وانتقلت البلاد نفسها إلى الديمقراطية.
على الرغم من التغيرات الثقافية التي طرأت على المجتمع نتيجة للانتقال إلى الديمقراطية، استمرت العديد من النساء الإسبانيات في التسعينيات بدعم المفهوم القائل بأن دور المرأة الأكثر أهمية هو الذي تلعبه في منزلها، وأن الكنيسة يجب أن تلعب دورًا رئيسيًا في معظم المفاصل المهمة في حياة المرأة. يتجلى هذا الاعتقاد في تصرفات مثل سعي النساء الشابات في تلك الفترة لإقامة حفلات الزفاف الكنيسة الكاثوليكية، حتى لو لم تكن تمارسن تعاليم الكاثوليكية. وقد تجلى ذلك أيضًا عند الرجال، إذ بالرغم من حصول النساء على رواتب متساوية معهم، فقد حافظوا على اعتقاد أن الرجل لا يجب أن يشارك في الأعمال المنزلية مثل التنظيف ورعاية الأطفال داخل المنازل.